# Beede Maryam II d'Éthiopie
Beede Maryam II d'Éthiopie (1749-1833) a été négus d'Éthiopie en 1795 et en 1826.
Fils de Salomon II d'Éthiopie, il est porté au trône par Wolde Gabriel, ras de Tigré le 15 avril 1795. Il est couronné à la cathédrale d'Aksoum le 18 mai suivant mais déposé en décembre de la même année. Il est exilé dans la région du Simien.
Il est brièvement restauré 4 jours en avril 1826 par Wube Hayle Maryam en remplacement de Gigar d'Éthiopie. Déposé de nouveau, il finit sa vie paisiblement.